# 軟木塞

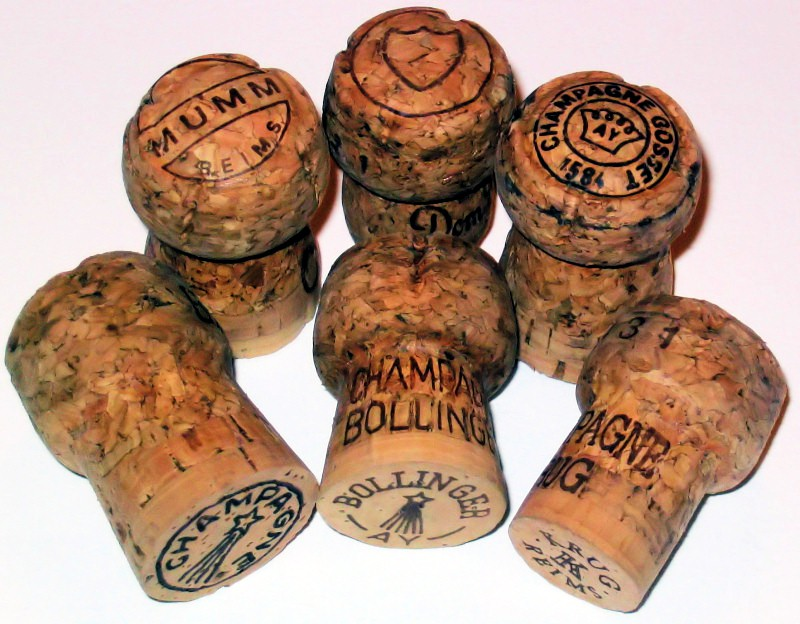
六個香檳酒軟木塞

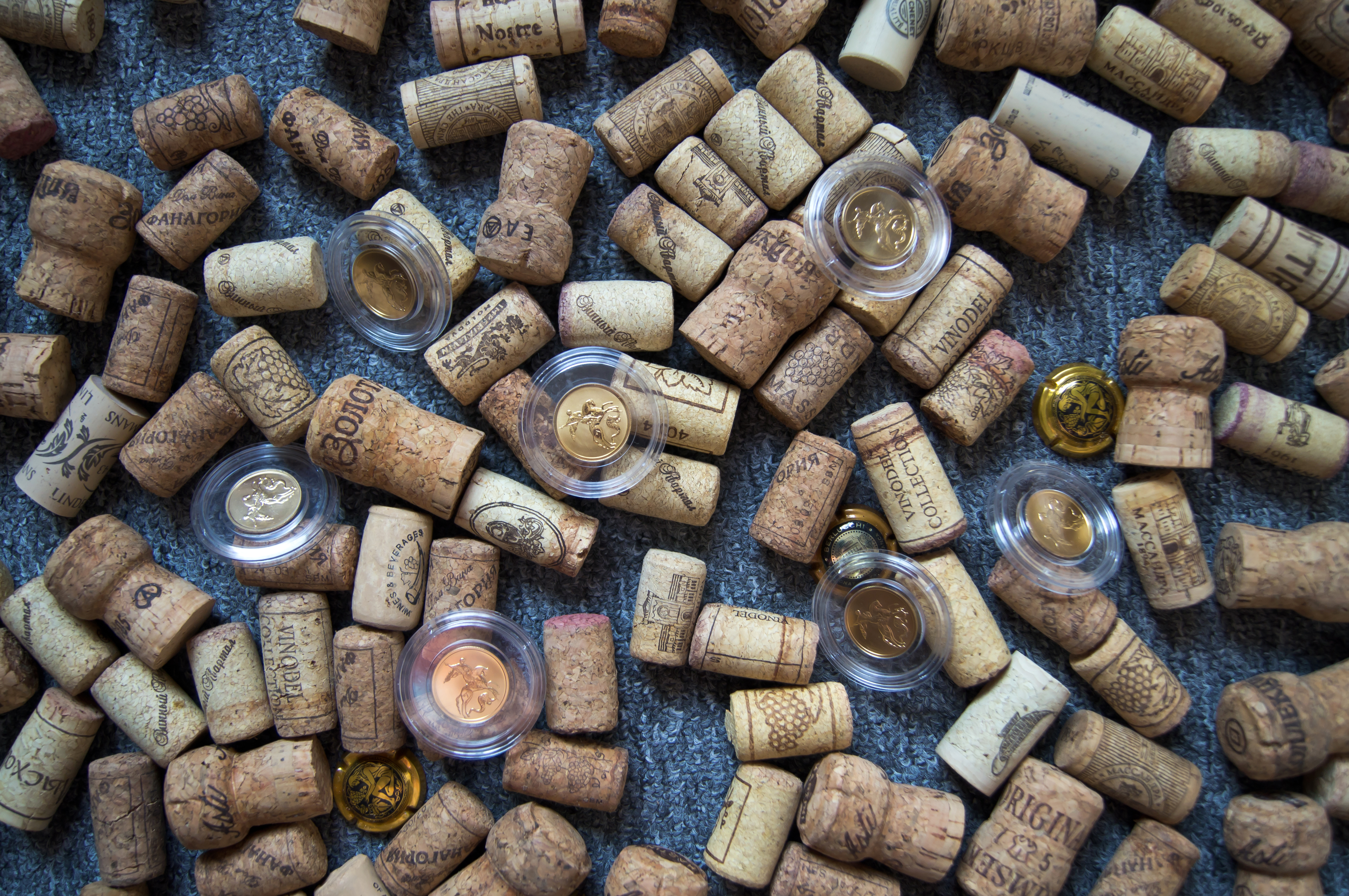

軟木塞指的是用含有軟木脂而不滲水、柔軟而有浮力的木質製成的木塞。常用作葡萄酒瓶塞，而選材主要是西班牙栓皮櫟。葡萄牙的牧場（Dehesa）每年出產全球一半的軟木塞，而該國的Corticeira Amorim則是全球最大的軟木塞生產商。羅伯特·虎克正是經由對軟木塞的顯微觀察而發展出了細胞的概念。

## 工業化

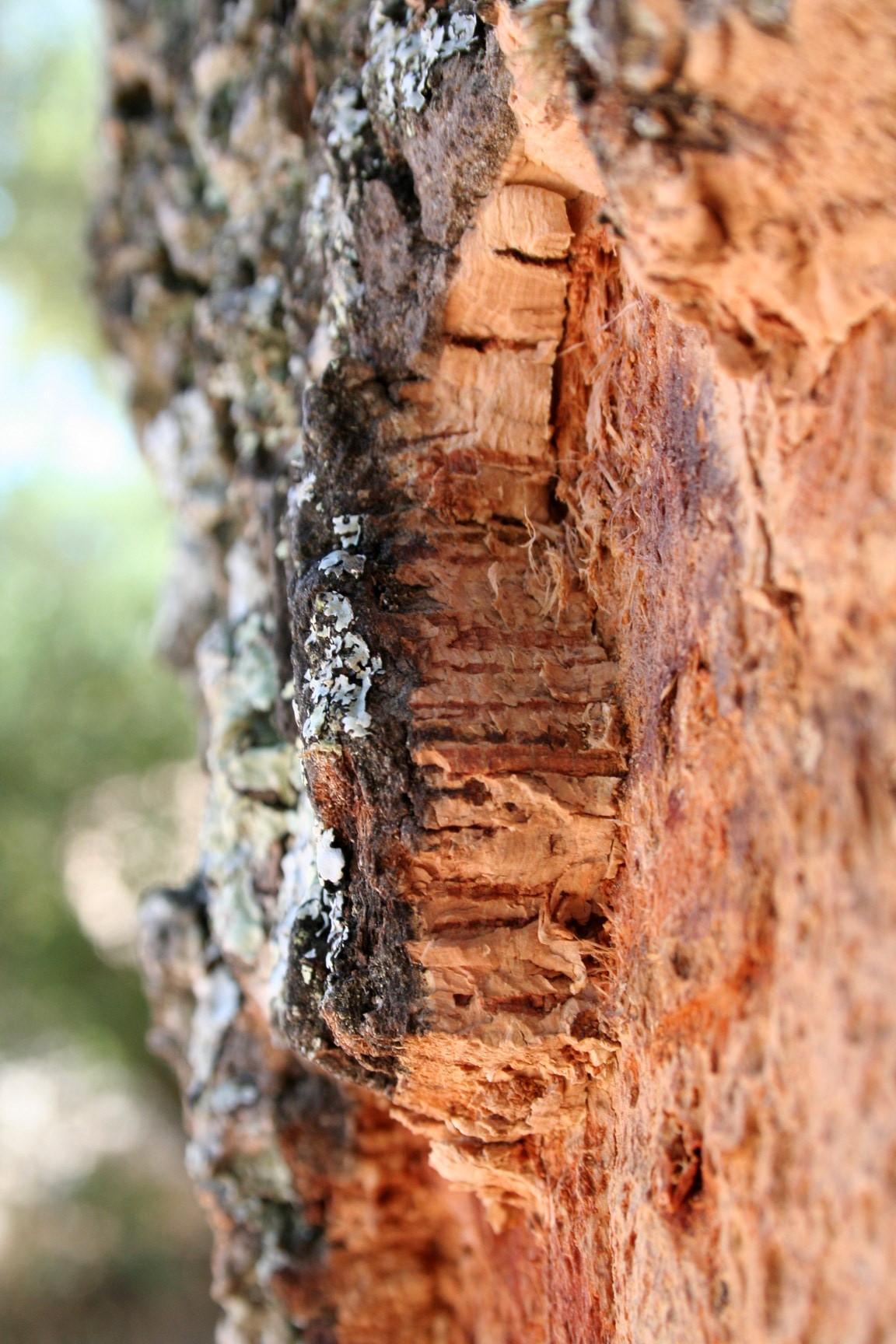
一棵葡萄牙西班牙栓皮櫟的樹皮

葡萄牙不僅是世界上最大的軟木塞生產國，全球50%以上的軟木塞用樹也都種植於葡萄牙和西班牙。軟木塞工業普遍被認為是環保而可持續的。因為即使需要砍伐樹木，一般也並不會伐掉整個樹林，而未被砍伐的樹還可以再次生長出樹皮來。用來製作軟木塞的西班牙栓皮櫟還是防止沙漠化的重要樹種之一，它還給許多生物提供了棲息之所。
Corticeira Amorim的碳足跡研究顯示相對其他葡萄酒的代替用酒瓶蓋和瓶塞來說，軟木塞是最環保的選擇。研究顯示每生產一個塑膠酒瓶蓋所排放的二氧化碳是軟木塞十倍，而鋁製酒瓶蓋更是達到二十六倍之多。

## 外部連結
- Cork Quality Council （页面存档备份，存于）
- Book review: To cork or not to cork  （页面存档备份，存于）
- New Zealand Screwcap Wine Seal Initiative （页面存档备份，存于）
- Material Properties Data: Cork （页面存档备份，存于）